# Christiane Endler
Christiane Endler, née le 23 juillet 1991 à Santiago au Chili, est une footballeuse internationale chilienne jouant au poste de gardienne de but à l'Olympique lyonnais. Née d'un père allemand et d'une mère chilienne, elle possède la double nationalité chilienne et allemande.
Christiane Endler est reconnue dans son pays natal comme une précurseure et un modèle pour toute une génération de femmes. Elle est en effet la première joueuse chilienne devenue professionnelle et à être partie jouer à l'étranger.

## Biographie
Christiane Endler commence le football dans le jardin familial en compagnie de son frère, qui la faisait souvent jouer dans les buts. Malgré le peu d'opportunités pour les jeunes filles footballeuses au Chili, son père l'inscrit dans une école allemande, équipée d'infrastructures décentes, où elle peut pratiquer le football et progresser, en tant qu'attaquante et gardienne.
En mai 2021, elle se marie avec Sofía Orozco,.

### Carrière en club
Avec pour rêve de réaliser une carrière de footballeuse professionnelle, elle joue au Club Deportivo Santiago Oriente. Lors de tournois scolaires, elle est repérée pour intégrer la sélection nationale.
En 2012, Christiane Endler remporte sa première Copa Libertadores, la compétition continentale la plus prestigieuse d'Amérique du Sud, avec son club, Colo-Colo. Ne rejoignant l'équipe qu'en cours de compétition en raison de ses études, elle est cependant décisive, arrêtant deux tirs au but adverses en finale contre Foz Cataratas (en).
En 2014, convoitée par plusieurs clubs européens, Christiane Endler rejoint Chelsea. Elle y reste un an puis retourne au Chili pour rejoindre Colo-Colo. En 2016, elle revient en Europe et signe au Valencia CF Femenino et participe à la meilleure saison du club espagnol qui finit à la troisième place de la Primera División. Lors de cette saison 2016-2017, elle remporte le trophée Zamora de la joueuse ayant encaissé le moins de buts sur la saison, onze en trente matches. Début juillet 2017, elle signe pour trois saisons au Paris Saint-Germain. En 2018, elle remporte la Coupe de France, la deuxième du club. Elle est élue meilleure gardienne de D1 féminine lors de la saison 2018-2019 par la Fédération française de football.En 2021 elle remporte avec le Paris Saint-Germain le premier titre de Championnat de France féminin de l'histoire du club, dans la foulé elle est nommée dans l'équipe type de Division 1 et remporte le titre de meilleur gardienne aux Trophées UNFP du football 2021. En janvier 2022 elle remporte la distinction IFFHS de meilleur gardienne de l'année 2021.
À l'été 2021 elle rejoint l'Olympique lyonnais, au cours de la saison 2021-2022 elle réalise le doublé Championnat de France féminin et Ligue des champions féminine de l'UEFA. Elle devient par la même occasion la première Chilienne à remporter la Ligue des champions féminine de l'UEFA. Pour la seconde année consécutive elle est nommée dans l'équipe type de Division 1 et remporte le titre de meilleur gardienne aux Trophées UNFP du football 2022.
Le 1 décembre 2023, elle prolonge son contrat jusqu'en juin 2027.

### Carrière internationale
En 2007, Christiane Endler intègre l'équipe nationale U17. Marco Cornez, ancien gardien international chilien, la découvre et juge alors qu'avec sa grande taille – 1,82 m – elle doit jouer gardienne. En 2008, elle participe à la Coupe du monde des moins de 20 ans dans son pays. L'équipe du Chili s'arrête en phase de groupe mais la compétition est un tournant pour le football féminin au Chili car les joueuses sont pour la première fois exposées et perçues comme des professionnelles. Elle est alors repérée par une université aux États-Unis et réalise qu'elle peut faire carrière et gagner sa vie dans le football.
Lors de la Coupe du monde 2019 en France, capitaine de la sélection chilienne qui participe à sa première Coupe du monde, elle multiplie les parades spectaculaires lors de la deuxième mi-temps du match du premier tour face aux États-Unis le 16 juin à Paris, empêchant les partenaires de Carli Lloyd qui se sont détachées 3-0 en première période, de marquer un but de plus, et est élue par la FIFA Joueuse du match. En 2023, elle décide de prend sa retraite internationale.

## Développement du football féminin au Chili
La portière joue un rôle important dans le développement de la pratique féminine du football au Chili. Elle y a en effet ouvert plusieurs écoles exclusivement féminines.

## Palmarès

### En club
Colo-Colo
- Copa Libertadores (1)
  - Vainqueur en 2012.

 Paris Saint-Germain
- Championnat de France (1)
  - Vainqueur en 2021.
  - Vice-championne en 2018, 2019 et 2020.
- Coupe de France (1)
  - Vainqueur en 2018.
  - Finaliste en 2017 et 2020.
- Trophée des championnes
  - Défaite en 2019.

 Olympique lyonnais
- Championnat de France (4)
  - Vainqueur en 2022, 2023, 2024 et 2025
- Ligue des champions (1)
  - Vainqueur en 2022
  - Finaliste en 2024
- Trophée des championnes (2) :
  - Vainqueur en 2022 et 2023
- Women's International Champions Cup (1) 
  - Vainqueur en 2022

### Individuel
- Joueuse chilienne de l'année : 2008, 2009, 2010, 2015, 2017 et 2018.
- Meilleure gardienne de Division 1 aux Trophées UNFP 2021[11], 2022[12], 2023[13] et 2025[14]
- Trophée IFFHS de la meilleure gardienne du monde en 2021[15].
- Nommée dans l'équipe type de Division 1 aux Trophées UNFP du football 2021[16]
- Nommée dans l'équipe type de Division 1 aux Trophées UNFP du football 2022[17]
- Nommée dans l'équipe type de Division 1 aux Trophées UNFP du football 2023[13]
- The Best, Gardienne de but de la FIFA 2021

## Statistiques
| Saison                | Club                  | Championnat           | Championnat | Championnat | Coupe(s) nationale(s) | Coupe(s) nationale(s) | Supercoupe | Supercoupe | Compétition(s) continentale(s) | Compétition(s) continentale(s) | Compétition(s) continentale(s) | Total | Total |
| Saison                | Club                  | Division              | M.          | B.          | M.                    | B.                    | M.         | B.         | Comp.                          | M.                             | B.                             | M.    | B.    |
| 2014                  | Chelsea Ladies FC     | FA WSL                | 3           | 0           | 2                     | 0                     | -          | -          | -                              | -                              | -                              | 5     | 0     |
| Sous-total            | Sous-total            | Sous-total            | 3           | 0           | 2                     | 0                     | -          | -          | -                              | -                              | -                              | 5     | 0     |
| 2015-2016             | Colo-Colo             | Primera División      | 3           | 0           |                       |                       | -          | -          | -                              | -                              | -                              | 3     | 0     |
| Sous-total            | Sous-total            | Sous-total            | 3           | 0           |                       |                       | -          | -          | -                              | -                              | -                              | 3     | 0     |
| 2016-2017             | Valencia CF           | Primera División      | 23          | 0           |                       |                       | -          | -          | -                              | -                              | -                              | 23    | 0     |
| Sous-total            | Sous-total            | Sous-total            | 23          | 0           |                       |                       | -          | -          | -                              | -                              | -                              | 23    | 0     |
| 2017-2018             | Paris Saint-Germain   | Division 1            | 11          | 0           | 4                     | 0                     | -          | -          | -                              | -                              | -                              | 15    | 0     |
| 2018-2019             | Paris Saint-Germain   | Division 1            | 7           | 0           | 3                     | 0                     | -          | -          | C1                             | 6                              | 0                              | 16    | 0     |
| 2019-2020             | Paris Saint-Germain   | Division 1            | 12          | 0           | 3                     | 0                     | 1          | 0          | C1                             | 4                              | 0                              | 20    | 0     |
| 2020-2021             | Paris Saint-Germain   | Division 1            | 22          | 0           | 0                     | 0                     | -          | -          | C1                             | 6                              | 0                              | 28    | 0     |
| Sous-total            | Sous-total            | Sous-total            | 52          | 0           | 10                    | 0                     | 1          | 0          | -                              | 16                             | 0                              | 79    | 0     |
| 2021-2022             | Olympique lyonnais    | Division 1            | 14          | 0           | 2                     | 0                     | -          | -          | C1                             | 12                             | 0                              | 28    | 0     |
| 2022-2023             | Olympique lyonnais    | Division 1            | 19          | 0           | 4                     | 0                     | -          | -          | C1                             | 8                              | 0                              | 31    | 0     |
| 2023-2024             | Olympique lyonnais    | Division 1            | 16+2        | 0           | 3                     | 0                     | -          | -          | C1                             | 10                             | 0                              | 31    | 0     |
| 2024-2025             | Olympique lyonnais    | Division 1            | 18+2        | 0           | 0                     | 0                     | -          | -          | C1                             | 10                             | 0                              | 30    | 0     |
| Sous-total            | Sous-total            | Sous-total            | 67          | 0           | 9                     | 0                     | 0          | 0          | -                              | 40                             | 0                              | 116   | 0     |
| Total sur la carrière | Total sur la carrière | Total sur la carrière | 148         | 0           | 21                    | 0                     | 1          | 0          | -                              | 56                             | 0                              | 226   | 0     |